# Castanospermum australe
Espèce
Classification phylogénétique
Castanospermum australe, le châtaignier d'Australie ou Châtaignier de Morton, est une espèce de plantes à fleurs de la famille des Fabaceae. C'est un arbre présent dans l'écozone australasienne (nord-est de l'Australie, à Vanuatu et en Nouvelle-Guinée). C'est la seule espèce du genre Castanospermum.

## Description
Le châtaignier d'Australie est un arbre au port érigé, élancé avec une couronne dense en forme de dôme, 10 à 12 m (35 - 40 m dans son élément).
Ses grandes feuilles composées mesurent 30 à 45 cm. Elles sont pennées à folioles oblongues, d'un vert sombre, luisantes, semi-caduques.
Ses fleurs papilionacées rouges en grappes à longs pétioles et calice jaune à orangé apparaissent en grands panicules directement sur le tronc ou les branches.
Ses fruits sont de grosses gousses ligneuses brunes, brillantes, non comestibles, toxiques comme son feuillage. Ils contiennent des principes amers, des saponines, des sels d’acide oxalique et surtout des alcaloïdes.

## Utilisation
Son bois est un excellent bois d'œuvre.
Ses graines toxiques sont cependant consommées par les aborigènes en cas de pénurie, après un très long lavage suivi de meulage, séchage et cuisson.
La castanospermine contenue dans la graine aurait des propriétés médicinales contre les rétrovirus et aurait une action sur certains nématodes, et en chirurgie réparatrice (greffe).
Ses racines puissantes peuvent être utilisées pour consolider un sol meuble.

## Culture
La plante qui pousse naturellement en forêt tempérée humide est aussi utilisée comme plante d'appartement (connue sous un nom lucky bean, « fève porte-bonheur »). Elle a besoin d'une exposition lumineuse et se reproduit par semis de graines fraiches.

## Galerie

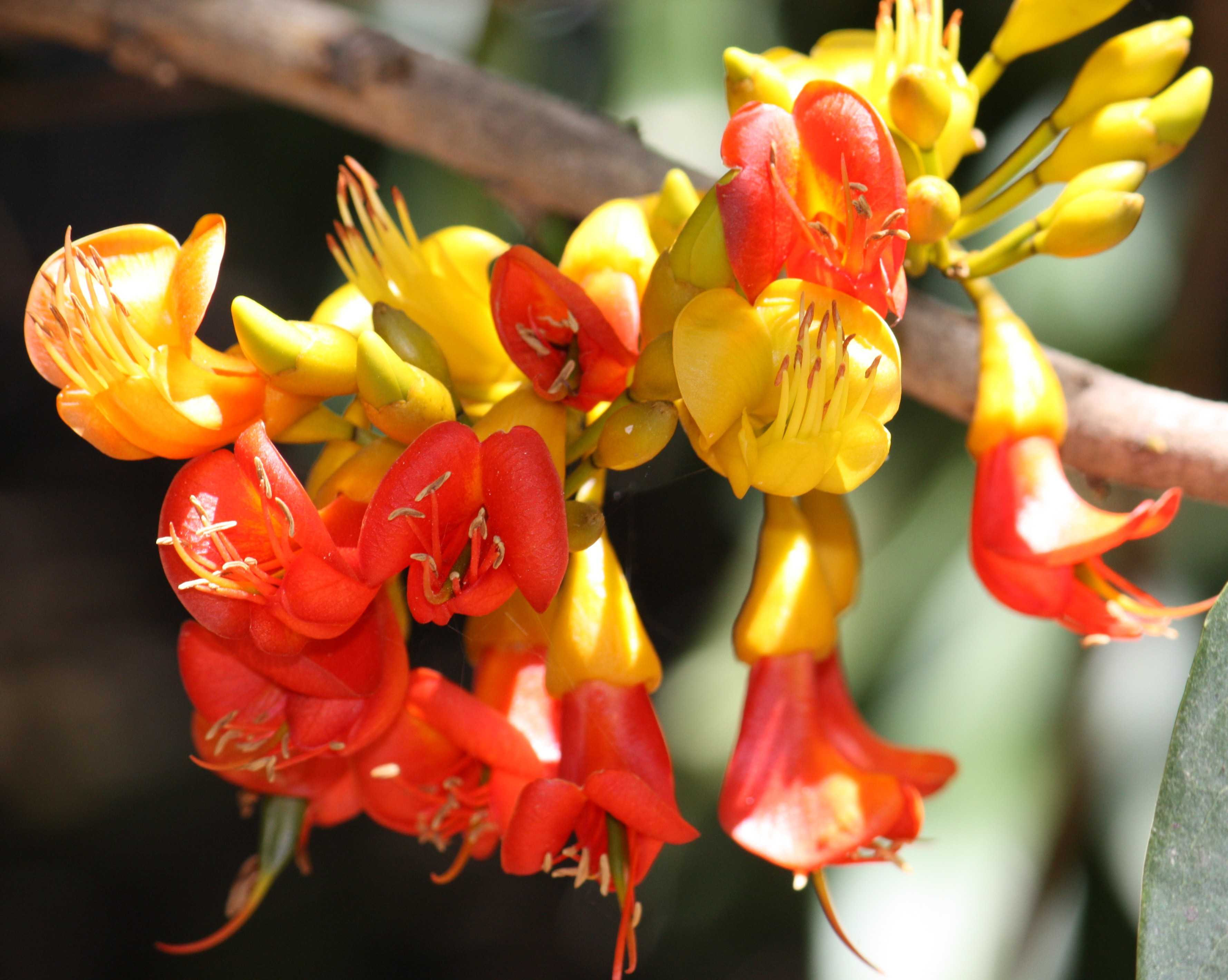
Fleurs.
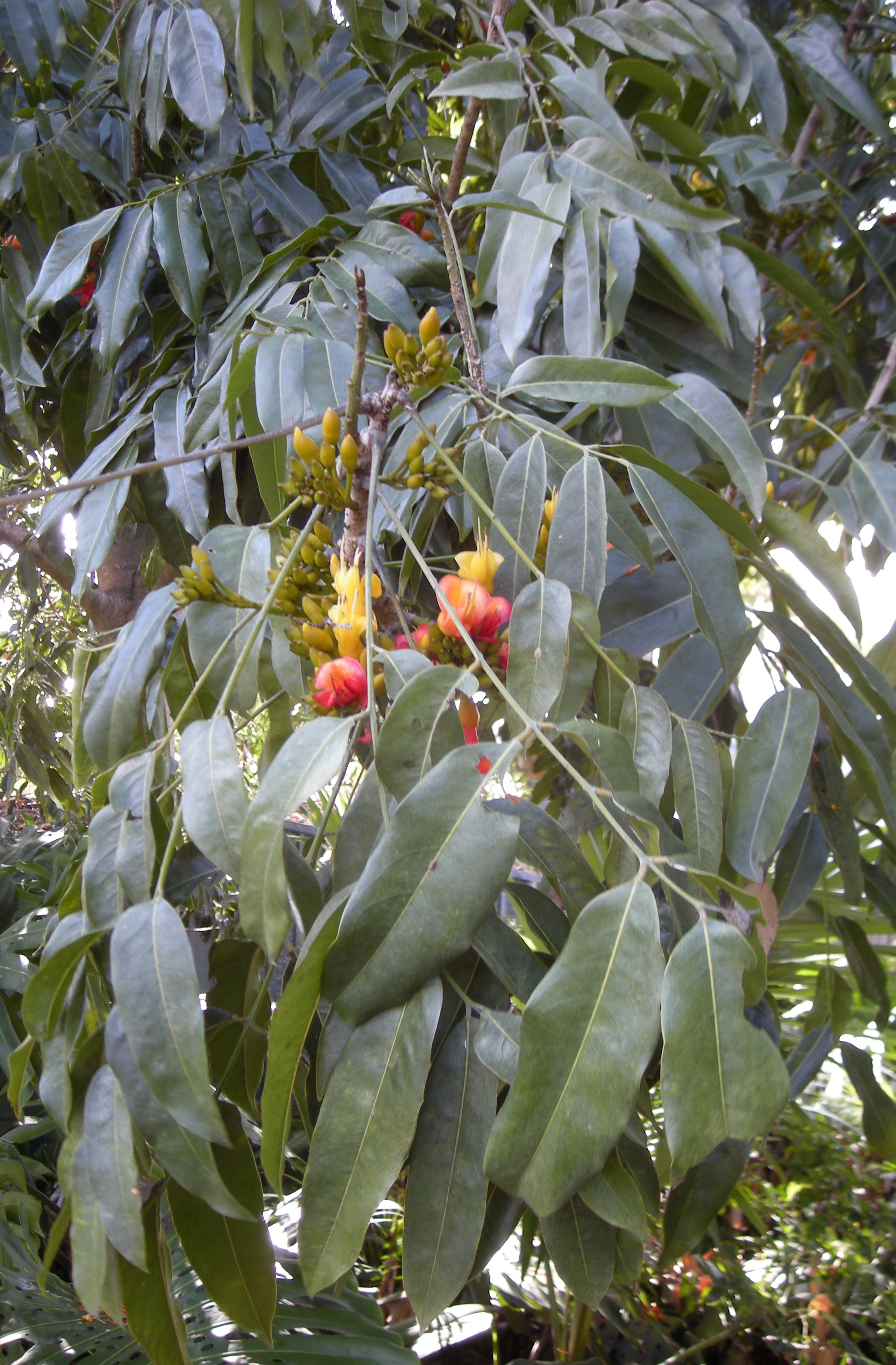
Fleurs et feuilles.
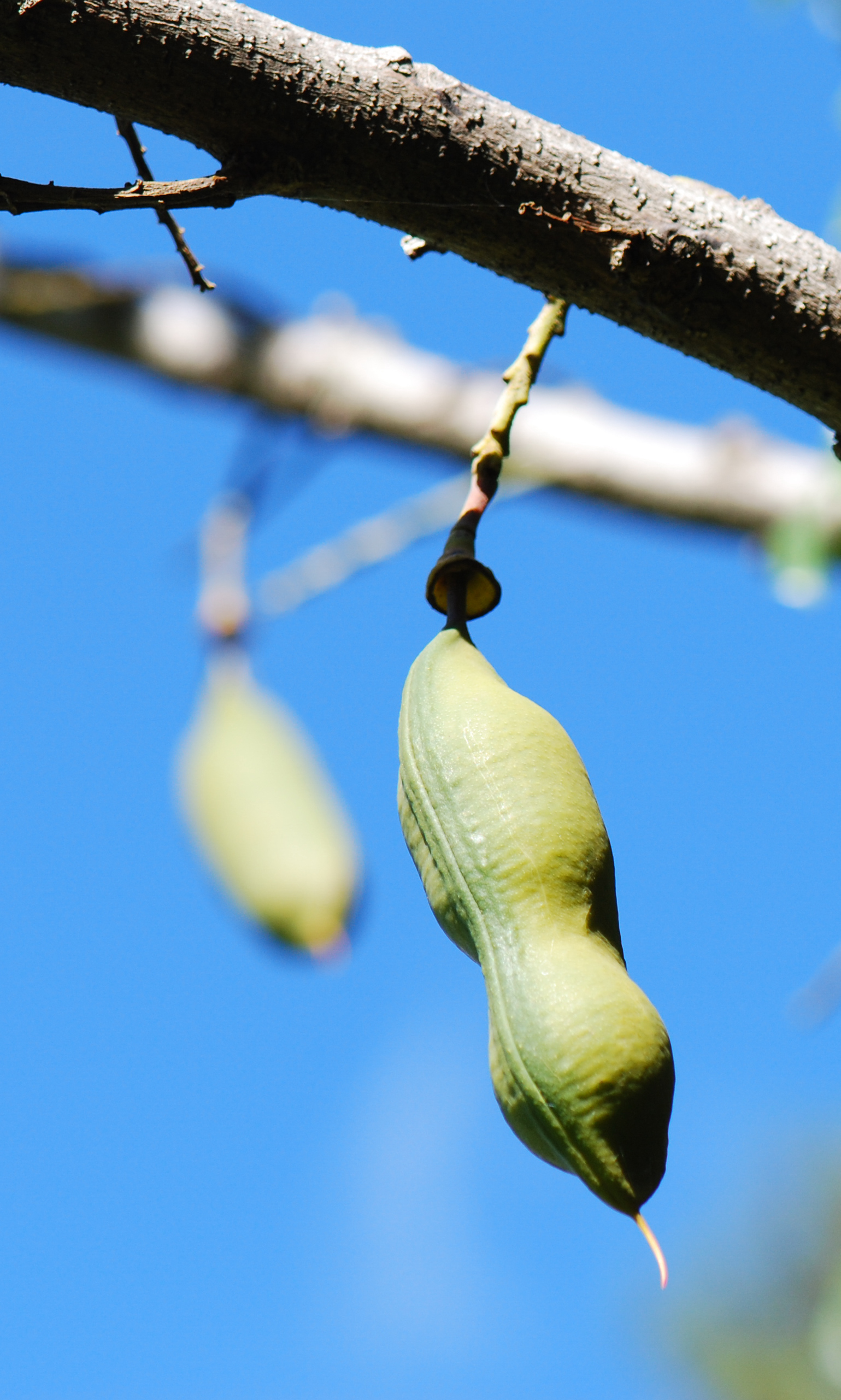
Fruit.
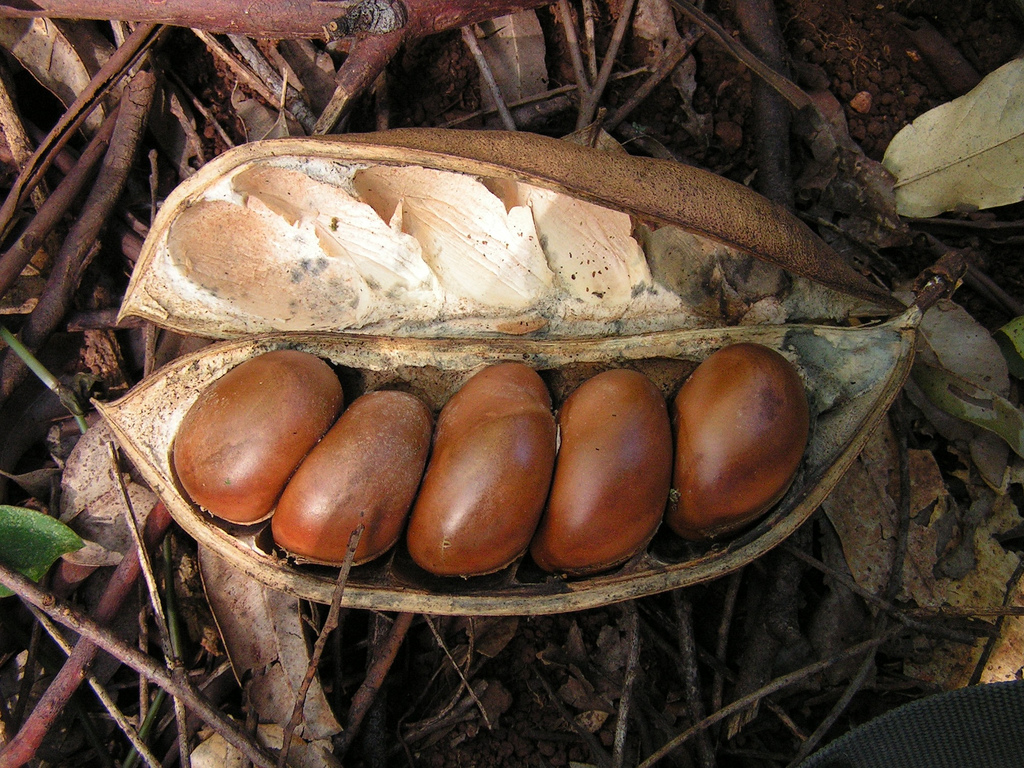
Graines.